# أريد حلا (فلم)
أريد حلا هو فيلم مصري عُرض عام 1975، من بطولة فاتن حمامة ورشدي أباظة، ومن إنتاج أفلام صلاح ذو الفقار وإخراج سعيد مرزوق. الفيلم يحتل المرتبة الحادية والعشرين في قائمة أفضل مئة فيلم في تاريخ السينما المصرية.

## قصة الفيلم
تدور أحداث الفيلم حول درية (فاتن حمامة)، التي تستحيل الحياة بينها وبين زوجها الدبلوماسي مدحت (رشدي أباظة). وتطلب منه الطلاق ولكنه يرفض فتضطر للجوء إلى المحكمة (الشرعية) لرفع دعوى طلاق .. تعمل مترجمة في إحدى الجرائد، وينمو الحب بينها وبين رؤوف صديق أخيها .. تدخل درية في متاهات المحاكم وتتعرض لسلسلة من المشاكل والعقبات التي تهدر كرامتها وتتعقد الأمور عندما يأتي الزوج بشهود زور يشهدون ضدها في جلسة سرية وتخسر قضيتها بعد مرور أكثر من أربع سنوات.

## طاقم التمثيل
- فاتن حمامة: (درية - مترجمة بأحد الجرائد)
- رشدي أباظة: (مدحت - رجل دبلوماسي)
- ليلى طاهر: (صديقة درية)
- كمال ياسين: (القاضي)
- أمينة رزق: (حياة)
- محمد السبع: (أحمد العدوي - محامي درية)
- أحمد توفيق: (حسن مدكور - محامي مدحت)
- رجاء حسين: (سنية)
- سهير سامي
- فتحية شاهين
- نادية أرسلان: (العشيقة)
- علي الشريف: (أبو الوفا - محام شرعي أزهري)
- عبد العليم خطاب
- حسين قنديل
- شوقي بركة: (القاضي)
- إبراهيم سعفان: (بدوي - عرضحالجي بالمحكمة)
- سيد زيان: (درويش)
- وحيد سيف: (عباس)
- أسامة عباس: (الصيدلي)
- نعيمة الصغير
- ليلى فهمي
- كوثر شفيق
- صوفي تكلا
- علي عز الدين
- وحيد يسري
- رأفت فهيم
- محمود كامل
- رضوان حافظ
- شريف لطفي: (رؤوف عزمي)
- مروان حماد
- هشام سليم
- إبراهيم قدري: (شاهد بالمحكمة)

## فريق العمل
- إنتاج: أفلام صلاح ذو الفقار
- إخراج: سعيد مرزوق
- قصة: حسن شاه
- سيناريو: سعيد مرزوق
- حوار: سعد الدين وهبة
- مدير التصوير: مصطفى إمام
- مونتاج: سعيد الشيخ
- موسيقى تصويرية: جمال سلامة
- توزيع: أفلام إيهاب الليثي

## روابط خارجية
- مقالات تستعمل روابط فنية بلا صلة مع ويكي بيانات